# Malihud
Malihud
es un barrio rural  del municipio filipino de primera categoría de Bataraza perteneciente a la provincia  de Paragua en Mimaro,  Región IV-B.
En 2007 Malihud contaba con  1.651 residentes.

## Geografía
Este barrio, continental, ocupa el norte  del municipio en la costa este.
Linda al norte con el barrio de Panalingaán  que forma parte del municipio vecino de Punta Baja (Rizal)  en la costa occidental de la isla, bahía de Marasi;
al noroeste con el barrio de Bono-Bono, limítrofe con el de Marangas, sede del municipio;
al sur con el barrio de Bulalacao , limítrofe con el de  Tarusán;
al este  con  la  ensenada de San Antonio, ocupando la parte central, entre punta Treacher y punta Segyam;

### Demografía
El barrio  de Malihud contaba  en mayo de 2010 con una población de 1.966 habitantes.

## Historia
Formaba parte de la provincia española de  Calamianes, una de las 35 del archipiélago Filipino, en la parte llamada de Visayas. Pertenecía a la audiencia territorial  y Capitanía General de Filipinas, y en lo espiritual a la diócesis de Cebú.
En 1858 la provincia  fue dividida en dos provincias: Castilla,  Asturias y la isla de Balábac. Este barrio pasa a formar parte de la provincia de Asturias.